# Реорганізація
Реорганізація — це повна або часткова заміна власників корпоративних прав підприємства, зміна організаційно-правової форми організації бізнесу, ліквідація окремих структурних підрозділів або створення на базі одного підприємства кількох, наслідком чого є передача або прийняття його майна, коштів, прав та обов'язків правонаступником.
Реорганізація здійснюється за рішенням засновників (учасників) або органу юридичної особи, уповноваженої на те установчими документами. У деяких випадках, реорганізація юридичних осіб здійснюється за рішенням уповноважених державних органів чи суду, або за згодою уповноважених державних органів. При реорганізації засновники (учасники) юридичної особи чи орган, що ухвалили рішення про реорганізацію юридичної особи, зобов'язані письмово повідомити про це кредиторів реорганізованої юридичної особи, а ті, своєю чергою, мають право вимагати припинення або дострокового виконання зобов'язання, боржником за яким є ця юридична особа, і відшкодування збитків.
Стаття 59 Господарського кодексу України прирівнює припинення до реорганізації. Однак, термін Реорганізація є ширшим і охоплює окрім власне припинення, в тому числі зміну в структурі власників підприємства, тощо.